# Подгорбунский, Леонид Яковлевич
Леони́д Я́ковлевич Подгорбу́нский (16 июня 1921, Сенчанка, Ново-Николаевская губерния — 27 апреля 1945, Берлин) — лейтенант Рабоче-крестьянской Красной Армии, участник Великой Отечественной войн, Герой Советского Союза (1946).

## Биография
Леонид Подгорбунский родился 16 июня 1921 года в селе Сенчанка (ныне — Новосибирский район Новосибирской области). После окончания семи классов школы работал в колхозе. В 1940 году Подгорбунский был призван на службу в Рабоче-крестьянскую Красную Армию. С июля 1942 года — на фронтах Великой Отечественной войны.
К апрелю 1945 года лейтенант Леонид Подгорбунский был парторгом 3-го стрелкового батальона 1052-го стрелкового полка 301-й стрелковой дивизии 9-го стрелкового корпуса 5-й ударной армии 1-го Белорусского фронта. Отличился во время боёв в Германии. В ночь с 17 на 18 апреля 1945 года Подгорбунский переправился через Одер и принял активное участие в боях за город Букков. В критический момент боя он заменил собой выбывшего из строя командира батальона Николая Кузнецова. Под его руководством батальон успешно выполнил боевую задачу, нанеся противнику большие потери. В ходе последующего наступления батальон Подгорбунского участвовал в боях за Берлин. 27 апреля 1945 года он успешно закрепился на перекрёстке улиц Фридрихштрассе и Хейдеманштрассе. В тех боях Подгорбунский погиб. Похоронен в польском городе Костшин-над-Одрой.
Указом Президиума Верховного Совета СССР от 15 мая 1946 года за «образцовое выполнение боевых заданий командования на фронте борьбы с немецкими захватчиками и проявленные при этом мужество и героизм» лейтенант Леонид Подгорбунский посмертно был удостоен высокого звания Героя Советского Союза. Также был награждён орденами Ленина и Отечественной войны 1-й степени, рядом медалей.

## Память
В честь Л. Я. Подгорбунского установлен обелиск в его родном селе, в 2017 году открыта мемориальная доска, в школе села действует музей Л.Я. Подгорбунского.
В селе Ярково Новосибирского района улица названа его именем.
В Новосибирске его имя увековечено на Аллее Героев у Монумента Славы.